# 五音 (和弦)
在音樂理論中，我們稱一個和弦的五音，是作為該和弦頂上的那個音符。舉例來說，拿G當五音的三和弦用的三個音會是C-E-G。基本上，和弦的名稱便是以根音來命名的。因此，以G為五音的三和弦稱作C和弦。五音時常跟音階的屬音混淆，後者是用來代表音階的音符，而不是和弦的音符。

## 參照
1. ↑  Palmer, Manus, and Lethco (1994). The Complete Book of Scales, Chords, Arpeggios and Cadences, p.6. ISBN 0-7390-0368-2. "The root is the note from which the triad gets its name. The root of a C triad is C."